# Candói
Candói é um município do estado do Paraná, no Brasil. Sua população, conforme estimativas do IBGE de 2018, era de 15 903 habitantes.

## Topônimo
O nome do município, de origem caingangue, é referência ao Rio Candói, afluente da margem direita do Rio Jordão (Paraná). Trata-se de uma homenagem ao líder Candoy, antigo chefe dos índios Votorões habitantes do local.

## História
As terras do município de Candói foram imemorialmente habitadas pelos índios votorões, um subgrupo da etnia kaingang que habitava a região compreendida entre os rios Cavernoso, Pinhão, Jordão e Iguaçu.
Segundo o pesquisador José Carlos Veiga Lopes "o índio Candoy" enfermou-se e foi batizado pelo padre Chagas com o nome de Hipólito no dia 13 de agosto de 1812, (o padre chamava-o pelo nome de Candoy)". Os terrenos de Candoy foram concedidos pelo governo ao tenente Manuel Elias de Araújo, também conhecido como Elias Manuel de Araújo, que se casou com Clara Madalena dos Santos em 12 de janeiro de 1783, indo os dois morar na Fazenda do Pugas, em Palmeira. O ato pioneiro de desbravamento da região do Candói por povos não índios coube ao mesmo Manoel Elias de Araújo e sua esposa, Clara Madalena dos Santos, donos de grande área de terras entre os rios Cavernoso, Jordão e Iguaçu. O casal não teve filhos e adotou uma criança, a quem batizaram de Ponciano José de Araújo e que, mais tarde, se tornaria padre. O padre Ponciano foi vigário da Freguesia de Nossa Senhora da Conceição do Tamanduá, hoje Palmeira, no período de 1825 a 1832. Elias faleceu em 10 de maio de 1829. No mapa dos campos de Guarapuava, organizado pelo padre Chagas em 1821, com a divisão das propriedades e seus respectivos donos, nenhuma está em nome de Manuel Elias de Araújo e, no lugar onde está, atualmente, o município de Candói, está escrito Campo Real e Campo do Norte. Como o casal não tinha filhos, foi o padre Ponciano que herdou a fazenda de Candoy.
Apesar de ser padre, Ponciano tinha filhos, que reconheceu. No dia 4 de outubro de 1855, Pedro Alexandre Penna, João de Abreu e Araújo e Cândido José de Almeida cadastraram, no lugar denominado Candoy, obtido por herança do padre Ponciano, uma sesmaria de campos de criar e logradouros de lavrar, medindo duas léguas de comprimento e quarto de fundo, delimitada ao sul pelo rio Jordão, ao norte pelo rio Cavernoso, a leste pelo ribeirão denominado Candói e a oeste por diversos, entre os quais o Rio Jordão e o Arroio Corvo Branco.
Em 21 de dezembro de 1892, foi criado o Distrito Policial de Candoy. No dia 5 de abril de 1913, através da Lei 1 316, foi criado o Distrito Administrativo. Em 30 de dezembro de 1948, através da Lei 199, foi alterada a grafia de Candoy para Candói.

### Emancipação
Em 27 de agosto de 1990, pela Lei Estadual 9 553, foi criado o município, com o território desmembrado do município de Guarapuava. A instalação oficial deu-se em 1º de janeiro de 1993.

## Política

### Administração
- Prefeito: Aldoino Goldoni Filho, do PSD (2025-2028)
- Vice-Prefeito: Aurimar Teixeira da Rosa, do PL (2025-2028)
- Presidente da Câmara: José Edenilson Volenitis, do Republicanos (2025-2026)[6]

### Ex-prefeitos
- Ver: Lista de prefeitos de Candói